# Josh Frydenberg
Joshua Anthony Frydenberg (17 de de Julho de 1971) é um político australiano e secretário do Tesouro e do Partido Liberal desde 24 de agosto de 2018. Ele é membro da Assembleia Nacional do distrito de Kooyong desde agosto de 2010.
De 2013 a 2018, ele atuou como Ministro dos Recursos, Ministro do Norte e Ministro do Meio Ambiente e Recursos sob os gabinetes Tony Abbott e Malcolm Turnbull. Em 24 de agosto de 2018, na convenção, Scott Morrison foi eleito líder do partido e Frydenberg foi eleito vice-presidente. Mais tarde, ele foi nomeado ministro das Finanças por Morrison, o novo primeiro ministro.

## Vida e carreira
Frydenberg cresceu em uma família judia em Kew. Frydenberg frequentou o Bialik College em Hawthorn e depois de terminar a escola secundária no Mt Scopus College em Burwood.
Depois da escola, Frydenberg adiou o início de seus estudos em um ano para jogar tênis em tempo integral. Durante esse período, ele treinou em uma academia de tênis em Queensland e participou de torneios por satélite em toda a Austrália, além de outros torneios na Suíça e na Alemanha. De volta à Austrália, Frydenberg iniciou seus estudos de nível superior na Monash University, onde estudou direito e economia e se formou com honras. Durante seu tempo na Universidade Monash, Frydenberg foi um membro ativo do corpo discente e foi eleito presidente da Sociedade de Estudantes de Direito. Ele também foi selecionado para jogar na Austrália no tênis nos Jogos Universitários Mundiais de 1991 em Sheffield, Inglaterra e novamente em 1993 em Buffalo, EUA. Ele era leitor voluntário da estação de rádio 3RPH (Radio for the Print Handicapped) e instrutor voluntário da Kids Tennis Foundation, onde dava aulas de tênis para jovens com deficiência intelectual. Em 2003, Frydenberg aceitou a oferta do presidente da Kids Tennis Foundation, Paul McNamee, para ingressar no conselho e é membro desde então. Após a formatura, Frydenberg trabalhou como advogado no escritório de advocacia Mallesons Stephen Jaques. Ele recebeu um programa Fulbright para os Estados Unidos e uma bolsa para a Universidade de Oxfordoferecido pela Commonwealth Scholarship Commission no Reino Unido. Ele aceitou a bolsa Commonwealth Scholarship da Universidade de Oxford, onde fez um mestrado em filosofia em relações internacionais. Como membro do time de tênis de Oxford, com quem ele viajou por Hong Kong e Marrocos , ele recebeu o azul duas vezes.
Frydenberg voltou a Mallesons depois de Oxford e foi posteriormente admitido no bar e na Suprema Corte de Victoria. De 1999 a 2004, Frydenberg trabalhou como consultor ministerial em Canberra. Ele então trabalhou como consultor assistente do então procurador-geral Daryl Williams , como consultor e mais tarde como consultor sênior do Secretário de Estado Alexander Downer e, finalmente, como consultor sênior do ex - primeiro -ministro John Howard . Depois de deixar Canberra, Frydenberg passou um mês como Jackaroo em uma fazenda de ovinos no sul da Austrália antes de se mudar para o Deutsche Bank em janeiro de 2005 como diretor de operações bancárias globais.veio. Mais tarde nesse ano, Frydenberg tirou férias para completar um mestrado em Administração Pública (MPA) na Escola Kennedy de Governo na Universidade de Harvard antes de retornar ao Deutsche Bank em Melbourne em 2006.
Durante seu primeiro mandato parlamentar, Frydenberg foi nomeado membro do Comitê Conjunto de Finanças Públicas e Auditoria e do Comitê Conjunto Escolhido de Reforma de Jogos. Ele foi vice-presidente do Grupo de Trabalho de Prioridades de Produtividade da coalizão e membro de um comitê criado por Tony Abbott para assessorá-lo no estabelecimento da Comissão Australiana de Construção Civil (ABCC). Em setembro de 2013, o Primeiro Ministro nomeou Tony Abbott Frydenberg como Secretário Parlamentar do Primeiro Ministro, que é particularmente responsável pela implementação da agenda de desregulamentação da coalizão. Em dezembro de 2014, Frydenberg tornou-se vice- tesoureiro da Austrálianomeado para o ministério. Em setembro de 2015, o Primeiro Ministro Malcolm Turnbull o nomeou Ministro dos Recursos, Energia e Norte da Austrália e, em julho de 2016, Ministro do Meio Ambiente e Energia. Ele escreveu artigos de opinião para publicações como The Age, The Herald Sun, The Australian e The Australian Financial Review .

## Vida privada
Além da política, Frydenberg permaneceu como um tenista ávido e desenvolveu um interesse pela fotografia depois de mostrar sua primeira exposição em uma galeria em Richmond, em 2008. Atualmente, Frydenberg vive em Hawthorn com sua esposa Amie, com quem se casou em 2010.

## Links da Web
- Site pessoal (inglês)
- Perfil de Frydenberg no site do Parlamento Australiano
- Informações biográficas no site do Ministério das Finanças da Austrália